# Philip Bailey
Philip James Bailey (Denver, 1951. május 8. –) hétszeres Grammy-díjas amerikai R&B-, soul-, gospel- és funkénekes, valamint zeneszerző és ütőhangszeres. Hangterjedelme négy oktáv. Leginkább az Earth, Wind & Fire formáció énekeseként ismert. Számos szóló lemeze is megjelent, az 1984-ben kiadott Chinese Wall Grammy-jelölést is kapott; ezen az albumon szerepel Bailey legismertebb slágere, a Phil Collinsszal készített "Easy Lover" című duett. Bailey összesen 21 Grammy-jelölést kapott pályafutása során, melyből hét díjat el is nyert. A Rock and Roll Hall of Fame, a Vocal Group Hall of Fame és a Songwriters Hall of Fame is beiktatta tagjai közé, a Berklee College of Music tiszteletbeli tagjává választotta, valamint szülőállama, Colorado is beiktatta a Colorado Music Hall of Fame-be.

## Diszkográfia

### Szólóalbumok
- Continuation (1983)
- The Wonders of His Love (1984)
- Chinese Wall (1984)
- Triumph (1986)
- Inside Out (1986)
- Family Affair (1989)
- Philip Bailey (1994)
- Life and Love (1998)
- Dreams (1999)
- Soul on Jazz (2002)
- Love Will Find a Way (2019)